# Derrick Mensah
Derrick Ediyaa Mensah (* 28. května 1995) je ghanský fotbalový záložník a mládežnický reprezentant, v současnosti hráč slovinského klubu NK Aluminij. Mezi jeho fotbalové vzory patří Milan Baroš.

## Klubová kariéra

### Tema Youth
Svou kariéru zahájil v Ghaně, kde hrál za klub Tema Youth.

### Club Africain
V srpnu 2013 přestoupil do tuniského týmu Club Africain.

### FC Baník Ostrava
V únoru 2014 jej společně s krajanem Francisem Narhem testoval klub FC Baník Ostrava, s nímž byl na soustředění v Turecku. Do Baníku nakonec přestoupil, i přes prvotní neúspěch během testů.
V Gambrinus lize debutoval 2. března 2014 proti domácímu FK Baumit Jablonec (porážka 0:1), kde odehrál 17 minut. Celkem v sezóně 2013/14 odehrál 2 zápasy bez gólového efektu, tím druhým bylo utkání posledního kola 31. května 2014 proti SK Slavia Praha (výhra 2:0).
V sezóně 2014/15 hrál za Baník častěji a na své konto si připsal celkem 18 startů v lize a 2 starty v českém poháru. V sezóně 2015/16 však v podzimní části nastoupil pouze ke 4 zápasům a zimním přestupovém období z klubu odešel.

### FK Haugesund
V lednu 2016 přestoupil z Baníku Ostrava do norského klubu FK Haugesund. Zde odehrál v rámci sezóny 2015/16 4 ligové utkání a 2 zápasy norského poháru.

### MFK Karviná (hostování)
V srpnu 2016 se vrátil do Česka na roční hostování s opcí do klubu MFK Karviná. Na podzim si však v sezóně 2016/17 připsal pouze 1 start v nejvyšší soutěži a v zimním přestupovém období bylo jeho hostování předčasně ukončeno a vrátil se do Norska.

### NK Aluminij
V lednu 2017 obratem přestoupil do slovinského klubu NK Aluminij, kde dosud působí.

## Reprezentační kariéra
Mensah je mládežnickým reprezentantem Ghany do 20 let.